# BHK-21-Zellen

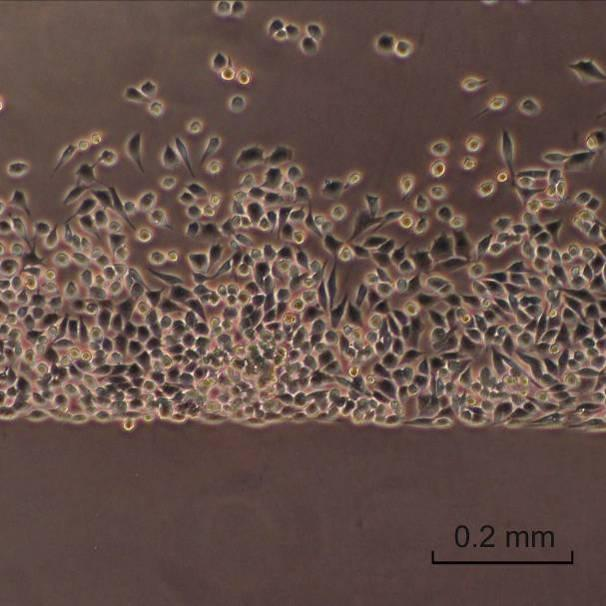
BHK-21-Zellen auf einer flexiblen Unterlage kultiviert

BHK-21-Zellen (von engl. baby hamster kidney ‚Baby-Hamster Nieren‘) sind Zellen einer Zelllinie, die aus den immortalisierten Nierenzellen eines eintägigen Hamsters hervorgegangen ist. Sie werden unter anderem zur Herstellung rekombinanter Proteine oder zur Kultur mancher Viren verwendet.

## Eigenschaften
BHK-21-Zellen sind adhärente Zellen und von der Zellabstammung Fibroblasten. Meistens wird der Klon 13 verwendet. Sie können zwar als Suspensionszellen kultiviert werden, sind dann aber instabil und daher für die Viruszucht nicht geeignet. Sie werden in Zellkultur vermehrt und können transfiziert werden. Weiterhin können sie mit Adenovirus D, Poliovirus 2, Reovirus 3 und Vesicular stomatitis virus (Indiana-Stamm) transduziert werden. BHK-21-Zellen besitzen keine aktive reverse Transkriptase.

## Geschichte
BHK-21-Zellen wurden 1962 von I. A. Macpherson und M. G. P. Stoker veröffentlicht.